# Neo Rauch
Neo Rauch (født 18. april 1960 i Leipzig) er en tysk maler. Rauch arbejder på det tidligere Leipziger Baumwollspinnerei (bomuldsspinderi).
Rauch er gift med maleren Rosa Loy og bor i Markkleeberg, nær Leipzig. De har et voksent barn.
Rauch tilhører den nye skole i Leipzig. Hans monumentale malerier er påvirket af surrealisme, især Giorgio de Chirico og René Magritte, samt socialistisk realisme og de mexicanske muralister fra midten af det 20. århundrede.
Rauch studerede maleri på fakultetet for grafik og bogkunst i Leipzig fra 1981 til 1986 hos Arno Rink. Fra 1986 til 1990 var han kandidatstuderende hos Bernhard Heisig. Han var Arno Rinks assistent ved Leipzig Akademi fra 1993 til 1998. Fra 2005 til 2009 var han universitetsprofessor og fra 2009 til 2014 æresprofessor.
Hans arbejde, som er højt værdsat på markedet og præsenteret på mange internationale udstillinger, blev udstillet i 2001 på Venedig Biennalen og i 2005 på Malaga CAC.